# László Zeman
László Zeman (ur. 7 listopada 1928 w Preszowie, zm. 17 maja 2019 w Bratysławie) – węgierski językoznawca, hungarysta. Zajmował się przede wszystkim teorią przekładu lingwistycznego i literackiego.

## Życiorys
W 1948 r. ukończył szkołę średnią. W 1953 r. uzyskał dyplom z zakresu biologii, filozofii oraz historii naturalnej na Uniwersytecie Komeńskiego w Bratysławie. Studia hungarystyczne ukończył w Wyższej Szkole Pedagogicznej (1955). W latach 1962–1989 był adiunktem na bratysławskim Wydziale Języka i Literatury Węgierskiej. W 1971 r. uzyskał doktorat.

## Wybrana twórczość
- Stílus és fordítás (1993)
- Gymnasiologia. Az eperjesi kollégium és áthagyományozódásai (2003)
- Visszalapozások. Válogatott tanulmányok és ismertetések (2008)